# Justizvollzugsanstalt Regensburg
Die Justizvollzugsanstalt Regensburg (kurz JVA Regensburg) ist eine in Regensburg im bayerischen Regierungsbezirk Oberpfalz gelegene Haftanstalt mit 187 Haftplätzen. 

## Geschichte
Die heutige Justizvollzugsanstalt Regensburg wurde vom Königreich Bayern in der Zeit von 1900 bis 1902 nach nur eineinhalbjähriger Planungszeit im Neorenaissancestil erbaut. Die Inbetriebnahme als Landgerichtsgefängnis erfolgte am 1. April 1902. Für die damaligen Verhältnisse war die Einrichtung komfortabel und modern und wurde überwiegend für die Unterbringung von Untersuchungshäftlingen des Landgerichtes Regensburg verwendet.
Während der NS-Zeit wurden wie in den meisten Haftorten des Dritten Reichs politisch Verfolgte inhaftiert. 244 Regensburger jüdischer Herkunft wurden während der Novemberpogrome am 10. November 1938 im Landgerichtsgefängnis Regensburg vorübergehend inhaftiert. 15 darunter wurden am nächsten Tag nach KZ Dachau transportiert.
Organisatorisch einmalig ist die Unterstellung des Gefängnisses der Staatsanwaltschaft Regensburg von 1902 bis 1945 und von 1957 bis 1977. 1977 wurde die Anstalt im Rahmen des Strafvollzugsgesetzes selbständig und hat heute einen hauptamtlichen Anstaltsleiter (Marcus Hegele). 

## Belegung
Die Haftanstalt hat eine Belegungsfähigkeit von 187 Haftplätzen. 161 für Männer und 27 für Frauen, die tatsächliche Belegung betrug jedoch im Durchschnitt 154, davon 135 Männer und 19 Frauen.
In der JVA wird Untersuchungshaft für Manner und Frauen und Erst- und Regelvollzug für Männer durchgeführt. Als Eigenbetrieb besitzt die Anstalt eine Hauswerkstatt. Mehrere externe Unternehmen lassen Kleinprodukte in sogenannten Unternehmerbetrieben in der Justizvollzugsanstalt fertigen.